# Vaccinium ligustrifolium
Vaccinium ligustrifolium är en ljungväxtart som beskrevs av J. J. Smith. Vaccinium ligustrifolium ingår i Blåbärssläktet, och familjen ljungväxter. Inga underarter finns listade i Catalogue of Life.